# 勒扎雷亞鄉

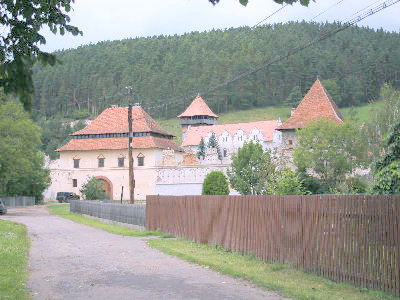

46°45′0″N 25°32′0″E / 46.75000°N 25.53333°E
勒扎雷亞鄉（羅馬尼亞語：Comuna Lăzarea, Harghita），是羅馬尼亞的鄉份，位於該國中部，由哈爾吉塔縣負責管轄，面積81平方公里，海拔高度838米，2007年人口3,556，人口密度每平方公里44人。